# Québec-Est (district électoral du Canada-Uni)
Pour les articles homonymes, voir Québec-Est.
Circonscription électorale provinciale du Canada
Québec-Est est un district électoral de l'Assemblée législative de la province du Canada.

## Liste des députés
| Années | Années      | Député              | Affiliation |
| ------ | ----------- | ------------------- | ----------- |
|        | 1861 - 1863 | Pierre-Gabriel Huot | Rouge       |
|        | 1863 - 1867 | Pierre-Gabriel Huot | Rouge       |